# Ptilodexia harpasa
Ptilodexia harpasa là một loài ruồi trong họ Tachinidae.